# Верхняя Лобва
Верхняя Лобва — деревня в Новолялинском городском округе Свердловской области России. Деревня расположена среди покрытых лесом Уральских гор в 54 километрах (по автотрассе в 66 километрах) к северу-северо-западу от города Новая Ляля, по обоим берегам реки Лобва (левого притока реки Ляля), в устье реки Медянка.

## Население
| 2002 | 2010 |
| ---- | ---- |
| 38   | ↘9   |